# Boku to Star no 99 Nichi
Boku to Star no 99 Nichi (僕とスターの99日) est une série télévisée japonaise en dix épisodes de 54 minutes diffusée du 23 octobre au 25 décembre 2011 sur Fuji TV.
Cette série est inédite dans tous les pays francophones.

## Distribution
- Hidetoshi Nishijima : Kohei
- Kim Tae-hee : Han Yoo-na
- Nanami Sakuraba : Momo
- Taecyeon : Tae-sung
- Jun Kaname (en) : Kazuya

## Diffusion internationale
- Fuji TV
- Drama 1/TVB Jade
- Videoland Japan Channel